# Fort Worth Flyers
I Fort Worth Flyers furono una squadra di pallacanestro di Fort Worth che militava nella NBA Development League, il campionato professionistico di sviluppo della National Basketball Association.
Nella stagione 2005-06, dopo aver vinto la regular season, furono sconfitti in finale dagli Albuquerque Thunderbirds.

## Record stagione per stagione
| Fort Worth Flyers |                |                |    |    |      |                                                                              |
| 2005-06           |                | 1°             | 28 | 20 | 58,3 | vince semifinali (Roanoke) 87-78 perde D-League Finals (Albuquerque) 119-108 |
| 2006-07           | Eastern        | 3°             | 29 | 21 | 58,0 | perde semifinali (Sioux Falls) 128-105                                       |
| Regular season    | Regular season | Regular season | 57 | 41 | 58,2 | 2005-2007                                                                    |
| Play-off          | Play-off       | Play-off       | 1  | 2  | 33,3 | 2005-2007                                                                    |